# Lluís Prunés i Sató
Lluís Prunés i Sató (Manresa, Bages 1894 - Mèxic, 1964) fou un polític català, governador civil de Girona i conseller de la Generalitat de Catalunya.

## Biografia
De professió comerciant abans de dedicar-se plenament a la política. Es presentà en la candidatura de Concentració Republicana el 12 d'abril de 1931 i posteriorment ingressà a les files d'Esquerra Republicana de Catalunya.
Fou membre de la Junta de Govern Republicana Provisional de Manresa, del 14 d'abril de 1931. Lluís Prunés fou el cinquè tinent d'alcalde i President de la Comissió de Foment.
Va ser el segon alcalde republicà de Manresa (juliol 1931-desembre 1932) substituint a Joan Selves i Carner que fou elegit diputat a Corts.
Al 1931, els gestors polítics manresans d'aquell moment maldaren per tal que Manresa no es quedés sense contingents militars. Joan Selves, Francesc Farreras i l'alcalde Lluís Prunés van fer força gestions davant les autoritats militars per aconseguir un nou i definitiu aquarterament de tropes a Manresa. El desembre del 1931, el diputat Selves manifestava a l'alcalde Lluís Prunés que visitarà "amb molt de gust al general Angel Rodríguez del Barrio, Inspector de l'Exèrcit, recomanant-li amb el major interès faci el que pugui a favor de les aspiracions de la ciutat de Manresa, respecte a la permanència d'un cos de l'exèrcit a la nostra ciutat, tant pel que representa d'estalvi i comoditat pels quotes, com pels interessos dels comerciants de la ciutat i comarca"
Pel maig del 1932, a proposta de l'alcalde Lluís Prunés, es va constituir a Manresa una Junta d'Aquarterament amb dues finalitats: realitzar millores a la caserna del Carme i construir una casa-caserna per a la guàrdia Civil que, en aquests moments estava allotjada en un edifici del qual en pagava el lloguer l'Ajuntament. Aquest encapçalà la subscripció popular per tal de cooperar econòmicament amb les despeses d'acondicionament de la caserna.
El 16 de juliol del 1932 se li reté un homenatge per la tasca portada a cap com a president de l'Associació del Ram d'Alimentació i com a batlle de Manresa, en un acte organitzat pel Ram d'Alimentació i Drogueria.
El desembre del 1932 va ser nomenat Governador Civil de Girona, on va haver de fer front a les conseqüències d'un immens aiguat que va devastar una part de les terres gironines i, més tard, es va fer càrrec de la Comissaria d'Ordre Públic de la Generalitat a Tarragona.
El 2 de setembre del 1934 se li feu un homenatge a Girona i hi assistí el President de la Generalitat, Lluís Companys, i el president del Parlament, Joan Casanovas, entre d'altres.
Fou empresonat arran dels Fets del 6 d'octubre de 1934. El 18 d'abril del 1935, a conseqüència del seu estat de salut, li va ser concedida presó atenuada i va ser conduït del penal de Tarragona a casa seva. A Sant Vicenç de Castellet l'esperaven una vintena de cotxes que l'acompanyaren fins a Manresa.
El 12 de gener del 1936 se celebrà el judici pels fets ocorreguts a Tarragona el 6 d'Octubre. Un tribunal militar condemnà a Lluís Prunés a la pena de 8 anys de presó. Aquell mateix dia ingressà a la presó Model. Cinc dies després, i gràcies a les gestions de Francesc Senyal, fou traslladat a la presó de Manresa, lloc on rebé nombroses visites de familiars, amics i coneguts.
La victòria de les esquerres a les eleccions del febrer del 1936 i la consegüent amnistia i restitució de la Generalitat i dels ajuntaments democràtics decretada pel govern canviaren radicalment la situació política i personal de Lluís Prunés. En la seva primera reunió, el 2 de març de 1936, el govern de la Generalitat decidí reposar Lluís Prunés en el càrrec de Comissari de la Generalitat a Tarragona.
El maig de 1936 fou nomenat Conseller d'Economia i Agricultura de la Generalitat i l'1 d'agost del 1936 conseller de Treball.
Després de la Guerra Civil va exiliar-se a Cuba i Mèxic.